# سرگئی آبرازتسف
سرگئی ولادیمیروویچ آبرازتسف (روسی: Серге́й Владимирович Образцов؛ ۲۲ ژوئن ۱۹۰۱ – ۸ مهٔ ۱۹۹۲) یک هنرپیشه، عروسک‌گردان، کارگردان فیلم، و کارگردان نمایش اهل اتحاد جماهیر شوروی سوسیالیستی بود.
دانشنامه بریتانیکا او را کسی می‌داند که عروسک‌گردانی را به‌عنوان یک هنر در شوروی جا انداخت. مجموعه عروسک‌های او، یکی از بزرگ‌ترین کلکسیون‌های عروسک در روسیه و در جهان است.
وی همچنین برندهٔ جوایزی همچون جایزه هنرمند مردمی اتحاد جماهیر شوروی، جایزه لنین، هنرمند مردمی جمهوری شوروی فدراتیو سوسیالیستی روسیه، و نشان لنین شده است.